# Euscepes
Euscepes är ett släkte av skalbaggar. Euscepes ingår i familjen vivlar.

## Dottertaxa tillEuscepes, i alfabetisk ordning[1]
- Euscepes batatae
- Euscepes bicolor
- Euscepes carinirostris
- Euscepes convexipennis
- Euscepes crassirostris
- Euscepes deceptus
- Euscepes divisus
- Euscepes erinaceus
- Euscepes fasciatus
- Euscepes frontalis
- Euscepes fur
- Euscepes hirsutus
- Euscepes longisetis
- Euscepes longulus
- Euscepes obscurus
- Euscepes ornatipennis
- Euscepes parvulus
- Euscepes pilosellus
- Euscepes porcatus
- Euscepes porcellus
- Euscepes tonsa
- Euscepes truncatipennis
- Euscepes ursus